# Codename wa Sailor V
Codename wa Sailor V (コードネームはセーラーＶ, Kōdo Nēmu wa Sērā Bui, Nom Clau Sailor V) és una obra de manga creada per Naoko Takeuchi el 1991, i és una preqüela de Sailor Moon que narra la vida de Minako Aino. La primera publicació, com a one-shot, fou el 3 d'agost del 1991, sent posteriorment serialitzada entre el 1993 i 1994 a la revista Run-Run de Kodansha. Aquella sèrie durà fins al 1997, quan Sailor Moon ja es fa cèlebre per si mateixa. Està formada per 3 volums. El 2004 el manga és reeditat en 2 volúms, revisats per la Naoko Takeuchi, al Japó, i el 2014 apareix una edició definitiva.

## L'obra
La narració de l'obra presenta la seva protagonista: la Minako Aino, una adolescent de 13 anys de caràcter molt irreverent, distreta amb l'estudi i amb afanys per aconseguir un xicot que l'enamori, en especial l'Higashi, que més tard és descobert com a agent maligne: Narcisos.
Aviat la seva calmada i mandrosa vida canvia quan un gat blanc, l'Àrtemis, s'apareix a la Minako, donant-li un bon ensurt i li explica qui és realment, argumentant-li que ella és la reencarnació de la deessa romana Venus, així com la seva missió de protegir la Terra dels seus enemics més forts. Per completar l'assumpte, l'Àrtemis li dona dos objectes dotats de poders màgics: una petita caixa amb forma de mitja lluna i un bolígraf màgic (encara que aquest últim li pren l'Àrtemis perquè la Minako se centri més en l'estudi).
Tot seguit, Sailor V lluita contra criminals i contra la Dark Agency, que funciona sota les ordres de la Damburite i els seus principals agents són cantants, models i actors què es dediquen a reunir grans quantitats de públic pels seus malèfics plans: els tornen els seus esclaus.
Amb la Minako es desenvoluparan nombroses aventures, a les quals ella evoluciona constantment, eliminant els enemics que van arribant, encara que comptarà de vegades, quan es troba en perill, amb l'ajuda de l'enigmàtic Kaito Ace, un jove de caràcter heroic. Amb el temps, la marinera va adonant-se de la vertadera missió que li ha estat encomanada i no oblidarà els consells del seu cap i mascota Àrtemis.

## Similituds i diferències amb Sailor Moon
La següent obra de la Naoko Takeuchi, Sailor Moon, parteix d'aquesta sèrie com a model, però amb certes diferències.
- Són similars: el personatge principal, l'heroi auxiliar, els companys de classe, el cap conseller (en aquest cas els gats d'ambdues obres, l'Artemis y la Lluna).
- Ambdues obres es diferencien en la qüestió de la mitologia, l'amor i desamor i els poders màgics.

## Les edicions en castellà
Alhora que Sailor Moon, l'obra de Sailor V va sortir publicada en castellà entre 1998-2000, per part de Glénat (Espanya). A Argentina, es va editar amb l'Editorial Vértice S.R.L., a una revista especialitzada.
Altres llengües a les que ha estat publicada són l'anglès, el francès i el xinès.
No hi ha publicació en català

## Personatges
- Minako Aino
- Higashi
- Artemis (gat)
- Hikaru Sorano
- Gurikazu Amano
- Keishi Sokan
- Kaito Ace
- Saijo Ace
- Toshio Wakagi

## Capítols
A continuació el llistat dels capítols per volum en castellà
- I Volum:
  - El Nacimiento de Sailor V
  - Carola en el Salón Recreativo
  - Las ambiciones de Pandora y el Canal 44
  - Los dibujos de la Pequeña Pandora
  - El complot de Dark Agency
  - Cara a cara, guerrero V contra Looga

- II Volum
  - Hawaii y las Vacaciones de Venus
  - Romance en el paseo de los Ginkgos
  - Sailor V contra Devleen
  - Sailor V en crisis, La entrada de As

- III Volum
  - Historia de Gatos
  - Historia de Perros
  - Historia de Mosquitos
  - Las piedras de la fortuna
  - En marcha hacia un nuevo viaje